# Spinnendoders
Spinnendoders (Pompilidae) zijn een familie van insecten die behoren tot de vliesvleugeligen. Het zijn vrij grote wespen die hun naam danken aan een opmerkelijke vorm van broedzorg. De familie vertegenwoordigt ongeveer vijfduizend soorten, en vormt daarmee een relatief kleine groep van insecten.
Alle soorten hebben zich gespecialiseerd in het vangen van spinnen. De wespen zijn zeer behendig in het uitschakelen van de spin door deze met een snelle steek te verlammen. Een buitgemaakte spin wordt vervolgens naar het nest gesleept. De verlamde spin wordt uiteindelijk begraven of ingemetseld waarbij de wesp een ei op de spin afzet. De wespenlarve die uit het ei kruipt, eet vervolgens de nog levende spin op, waarna de larve zich verpopt. In de pop transformeert de larve naar een volwassen spinnendoder die zich uit de cocon werkt, waarna de cyclus opnieuw begint. Het zijn altijd de vrouwtjes die het werk verzetten en op spinnen jagen; de mannetjes leven van nectar uit bloemen en sterven kort na de paring.
Spinnendoders worden over de gehele wereld aangetroffen, maar vooral in de tropen. In België en Nederland komen ongeveer 75 soorten voor.
Door hun complexe levenscyclus, die zich deels ondergronds afspeelt, is van veel soorten nog niet alles bekend. Van enkele parasitaire soorten spinnendoders is de voortplantingswijze pas relatief recentelijk ontdekt.
Spinnendoders worden gemeden door vele dieren vanwege de pijnlijke steek. Ook voor mensen resulteert hun steek in een felle pijn.

## Naamgeving
In het Nederlandse taalgebied wordt de groep meestal aangeduid met de naam spinnendoders. Daarnaast wordt ook de naam wegwespen wel gebruikt.
Spinnendoders worden ook in andere talen vernoemd naar hun gewoonte om spinnen te vangen, zoals in het Engelse 'spider wasps'. In sommige talen worden ze vernoemd naar hun habitat, zoals in het Duitse 'Wegwespen'. Het Duitse 'Weg' betekent looppad of zandpad en dit is een omgeving waar spinnendoders vaak kunnen worden gevonden.
De wetenschappelijke naam van de spinnendoders is Pompilidae. De naam van het type, het geslacht Pompilus, werd in 1798 voor het eerst gepubliceerd door Fabricius. Op deze naam baseerde Latreille in 1805 de familienaam Pompilidae. In 1901 ontdekte de Amerikaanse entomoloog Fox dat de naam Pompilus een homoniem was van de eerder gepubliceerde naam Pompilus Schneider, 1784, een naam voor een inktvisachtig dier. Fox ging er daarom van uit dat de naam Pompilus en de daarop gebaseerde familienaam Pompilidae niet beschikbaar waren voor de wespen, en stelde Ceropalidae voor als nieuwe naam voor de familie.
In 1796 had Latreille de geslachtsnaam Psammochares gepubliceerd, overigens zonder soorten en dus zonder type. Latreille zelf behandelde die naam vanaf 1802 als een synoniem van Pompilus Fabricius. In 1910 stelde Banks dat, als de naam Pompilus niet beschikbaar was, Psammochares de oudste beschikbare naam voor het typegeslacht van de spinnendoders was, en dat die dan op grond van de prioriteitsregel voor het geslacht gebruikt moest worden. Banks baseerde daarop vervolgens de familienaam Psammocharidae Banks, 1910. De status van Schneiders naam was al vanaf de publicatie onduidelijk en de naam werd in 1935 door de International Commission on Zoological Nomenclature voorgoed ongeldig verklaard. De naam Pompilus Fabricius was daarmee weer beschikbaar. Tezelfdertijd besliste de ICZN dat ook de naam Psammochares Latreille ongeldig was, waarmee de lang voor de familie gebruikte naam Pompilidae in ere kon worden hersteld.
De naam van het typegeslacht Pompilus komt van het Griekse πομπιλος, wat loods betekent. Dit verwijst naar de gewoonte om spinnen te transporteren. Soorten uit het geslacht Pepsis worden in de Engelse taal wel tarantula hawk genoemd, wat 'tarantulahavik' betekent.

## Verspreiding en habitat
Spinnendoders komen wereldwijd voor in warme gebieden, vooral in de tropen en in woestijnen. Ze worden vooral aangetroffen in open, droge streken met een zanderige tot lemige ondergrond. Alle soorten komen alleen bij zonnige weersomstandigheden tevoorschijn. Bij regenachtig weer zijn spinnendoders trager en dit verkleint de kans om een spin te bemachtigen. Ook op het heetst van de dag zijn spinnendoders niet actief; ze zijn met name in de ochtend en in de namiddag van zonnige dagen te zien.
Spinnendoders hebben bloemen nodig om zich te voeden met suikerrijke nectar en zijn vaak in bloemrijke omgevingen te vinden. Ze leven uitsluitend van nectar, de mannetjes hebben energie nodig voor hun zoektocht naar een vrouwtje en de vrouwtjes moeten aan nectar komen om hun energieverslindende jacht op spinnen te faciliteren.
Vanwege hun leefwijze geeft een aantal soorten voorkeur aan een bepaalde habitat. De soorten uit het geslacht Pompilus begraven hun prooi in zand. Dergelijke soorten zijn vaak bij zandverstuivingen te vinden. Soorten uit het geslacht Agenioideus begraven hun prooien tussen stenen en zijn vaak bij oude muren te zien. Spinnendoders kunnen ook in omgevingen voorkomen die sterk door de mens zijn aangepast, zoals tuinen en parken.

## Uiterlijke kenmerken
Spinnendoders zijn in vergelijking met andere wespachtigen een zeer uniforme groep. De verschillende soorten kunnen sterk in grootte en lichaamskleur verschillen maar hebben verder een overeenkomstige lichaamsbouw. In vergelijking met andere soorten vliesvleugeligen worden spinnendoders relatief groot. De kleinste soorten bereiken een totale lichaamslengte van ongeveer zes millimeter. De grotere soorten kunnen meer dan vijf centimeter lang worden. De allergrootste soorten behoren tot het geslacht Pepsis. Deze spinnendoders komen alleen voor in Noord- en Zuid-Amerika. De soort Pepsis pulszkyi kan een lichaamslengte bereiken van zeven centimeter en heeft een vleugelspanwijdte of vlucht van ongeveer tien centimeter. Pepsis pulszkyi is hiermee voor zover bekend het grootste vliesvleugelige insect.
Spinnendoders vallen op door hun slanke lichaam en relatief lange poten. Ze hebben daarnaast lange draadachtige antennes die, in tegenstelling tot die van veel andere wespachtigen, geen knik hebben.
Spinnendoders hebben meestal een zwarte basiskleur met een rode, gele of witte tekening. Vaak zijn gele of witte vlekken aanwezig op de zwarte basiskleur. Sommige soorten hebben een afwijkende rode kleur, zoals de vertegenwoordigers van het geslacht Tachypompilus. Soorten uit het geslacht Poecilopompilus hebben een overwegend gele kleur.

### Kop

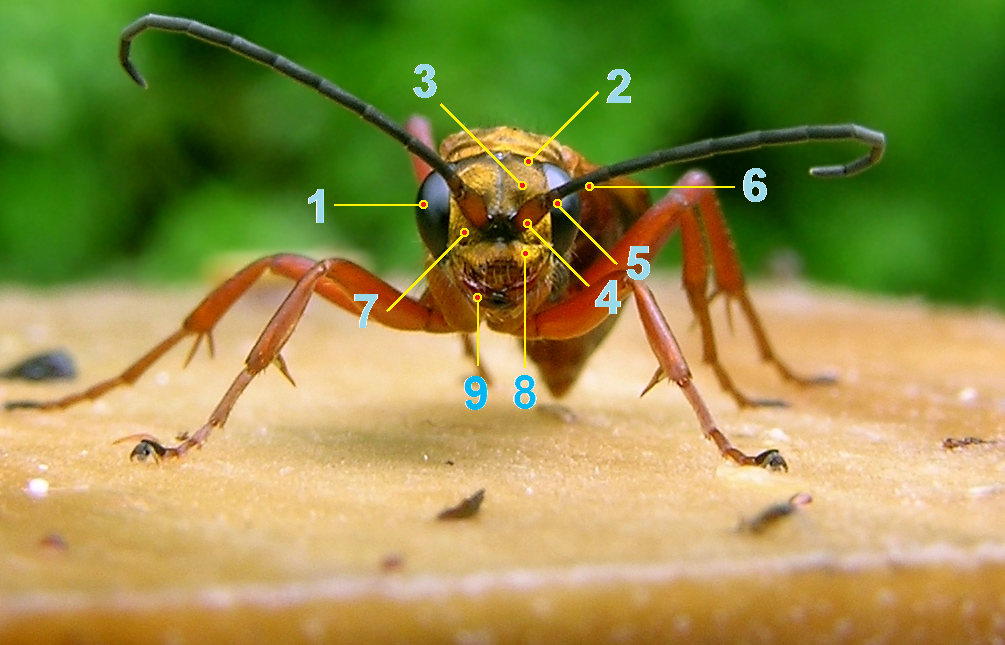
Delen van de kop van een spinnendoder:

Spinnendoders hebben een opvallende kop met grote ogen, lange en dikke antennes en vaak zeer krachtige kaken. De kaken van spinnendoders hebben vaak een of twee tandachtige, verharde uitsteeksels aan de binnenzijde.
Als alle vliesvleugeligen hebben spinnendoders facetogen, die bestaan uit vele kleine suboogjes die de ommatidia worden genoemd. De ogen spelen bij spinnendoders een grote rol bij het opsporen van prooien. De ogen zijn ovaal van vorm en niet rond of langwerpig zoals bij andere vliesvleugeligen.
Bij alle soorten zijn boven op de kop drie kleine enkelvoudige oogjes aanwezig die ook wel ocelli worden genoemd. De configuratie is twee oogjes aan de achterzijde en een oogje aan de voorzijde. De enkelvoudige oogjes hebben een ondergeschikte visuele functie: ze kunnen alleen grote veranderingen van de lichtintensiteit en de invalshoek van het licht waarnemen.
De belangrijkste zintuigen van spinnendoders zijn de antennes. Deze bevatten vele chemosensorische cellen die geurdeeltjes waarnemen. De spinnendoder is hierdoor goed in staat om de geuren van spinnen waar te nemen.
De antennes zijn draadvormig of filiform, relatief lang en dun en niet verdikt. Een antenne bestaat uit verschillende segmenten of leden, de antennedelen hebben nooit uitsteeksels. De basis van de antenne is wat breder; dit is de scapus. Het eerste lid van de antenne wordt de pedicellus genoemd en alle andere leden worden flagel genoemd (meervoud: flagellen). De antenneleden zijn bij spinnendoders ongeveer gelijkvormig. Anders dan bij de meeste vliesvleugeligen, zoals bij plooivleugelwespen, bijen en mieren, hebben de antennes nooit een scharnierpunt of 'knik'. De antennes hebben ook geen verdikt uiteinde zoals bij andere vliesvleugeligen voorkomt. Mannetjes en vrouwtjes zijn aan hun antennes te onderscheiden. Mannetjes hebben altijd dertien antenneleden terwijl vrouwtjes er altijd twaalf hebben. De antennes van mannetjes zijn recht, die van vrouwtjes zijn naar binnen gekruld. Opmerkelijk is dat na de dood van een vrouwtje de antennes nog sterker naar binnen gaan krullen.

### Borststuk

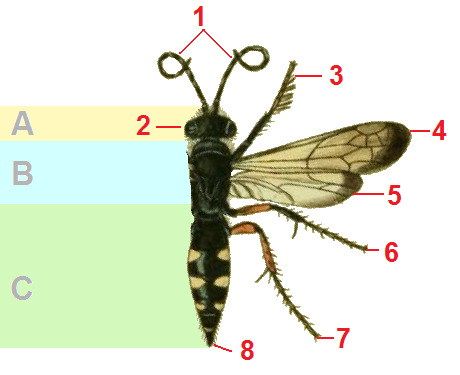
Belangrijkste lichaamsdelen van een spinnendoder, afgebeeld is Pompilus rufipes:

Het borststuk draagt de drie paar poten aan de onderzijde en de twee paar vleugels aan de bovenzijde. De bovenzijde van het borststuk bestaat uit drie platen, het propleuron aan de voorzijde en het metapleuron aan de achterzijde. De middelste plaat wordt het mesopleuron genoemd en deze plaat heeft een bij de spinnendoders een dwarsgroeve zodat het lijkt alsof het borststuk bedekt is met vier platen in plaats van drie. Spinnendoders hebben in vergelijking met andere vliesvleugeligen relatief lange poten; vooral het achterste (derde) potenpaar is erg lang. De poten worden tijdens het vliegen omlaag gehouden. Zij bestaan uit verschillende delen zoals het dijbeen of femur, de scheen of tibia en het uiteinde van de poot draagt het klauwtje of tarsus. Bij de spinnendoders zijn het dijbeen en de scheen altijd voorzien van stekelige haren, die de sporen worden genoemd. Ze kunnen bij een aantal soorten behoorlijk groot worden. Het aantal sporen per poot en de grootte en positie ervan zijn een belangrijke determinatiekenmerk bij de spinnendoders.
De tarsus eindigt in een klauwtje, dat bij veel soorten voorzien is van kleine haartjes die tezamen een kamachtige structuur vormen. Spinnendoders begraven hun prooien vrijwel altijd in de bodem. Door de tarsale kam aan het pootuiteinde wordt het pootoppervlak vergroot en kan de wesp efficiënter grond verzetten.
Aan de bovenzijde van het borststuk is het halsschild of pronotum aanwezig. Het halsschild is bij de spinnendoders altijd vergroot aan de achterzijde en reikt tot aan de basis van de vleugels.
Spinnendoders hebben gekleurde vleugels, in tegenstelling tot vrijwel alle andere vliesvleugeligen die transparante vleugels hebben. De kleuren bestaan uit een eigen kleuring en worden niet veroorzaakt door bijvoorbeeld een gekleurde beschubbing of kleine haartjes. De vleugels zijn vaak 'rookachtig' donker van kleur. De vleugels van spinnendoders kunnen ook een blauwe of bruine tot oranje of gele kleur hebben. Bij een aantal soorten is de vleugelpunt donkerder dan de rest van de vleugel.
De vleugels worden in rust boven het achterlijf gevouwen. Als de wesp over de bodem loopt, worden ze snel omhoog en omlaag bewogen, wat karakteristiek is voor de spinnendoders.

### Achterlijf
Wespachtigen zoals de spinnendoders bezitten een borststuk dat deels gefuseerd is met het achterlijf. De meeste insecten hebben een lichaam dat duidelijk uit drie delen bestaat. Deze delen zijn de kop, het borststuk (thorax) en ten slotte het achterlijf (abdomen). De wespachtigen hebben nog een vierde deel: het middensegment. Bij oppervlakkige inspectie is er een duidelijke insnoering van het lichaam ongeveer in het midden van het lichaam, maar deze komt niet overeen met de borststuk-achterlijfsgrens. Het middensegment wordt wel propodeum genoemd en is bij alle wespachtigen en dus ook bij de spinnendoders duidelijk zichtbaar als de insnoering van het lichaam. Het middensegment is ontstaan uit het voorste deel van het achterlijf en is verbonden met het achterste deel van het borststuk. De insnoering van het lichaam is dus feitelijk een insnoering van het achterlijf. De insnoering geeft de wesp een grotere bewegingsvrijheid, zodat het lichaam gemakkelijk gekromd kan worden om een steek toe te dienen. Het eerste deel van het achterlijf, voor de insnoering, wordt het mesosoma of alitrunk genoemd. Het achterste deel wordt het metasoma of gaster genoemd.
De vorm en structuur van het propodeum is vaak specifiek voor geslacht of zelfs soort, zodat het een belangrijk determinatiekenmerk is. De vorm, kleur, tekening of de eventuele beharing van het propodeum kan sterk verschillen. Met name de combinaties van deze kenmerken zijn soortspecifiek.
Het metasoma is bij de spinnendoders langwerpig van vorm en nooit verdikt. Het herbergt de belangrijkste organen. Bij de vrouwtjes is aan de achterzijde de angel aanwezig aan de achterlijfspunt of pygidium. De achterlijfssegmenten zijn voorzien van verharde platen die dienen ter bescherming. De bovenzijde van het achterlijf draagt de rugplaten of tergieten en aan de onderzijde zijn de buikplaten of sternieten gelegen. Bij de vrouwtjes zijn altijd zes zichtbare sternieten aanwezig aan de onderzijde van het achterlijf, de mannetjes hebben er altijd zeven. Beide geslachten hebben nog een zevende respectievelijk achtste buikplaat, maar deze is gereduceerd en is niet te zien.

### Onderscheid met andere groepen

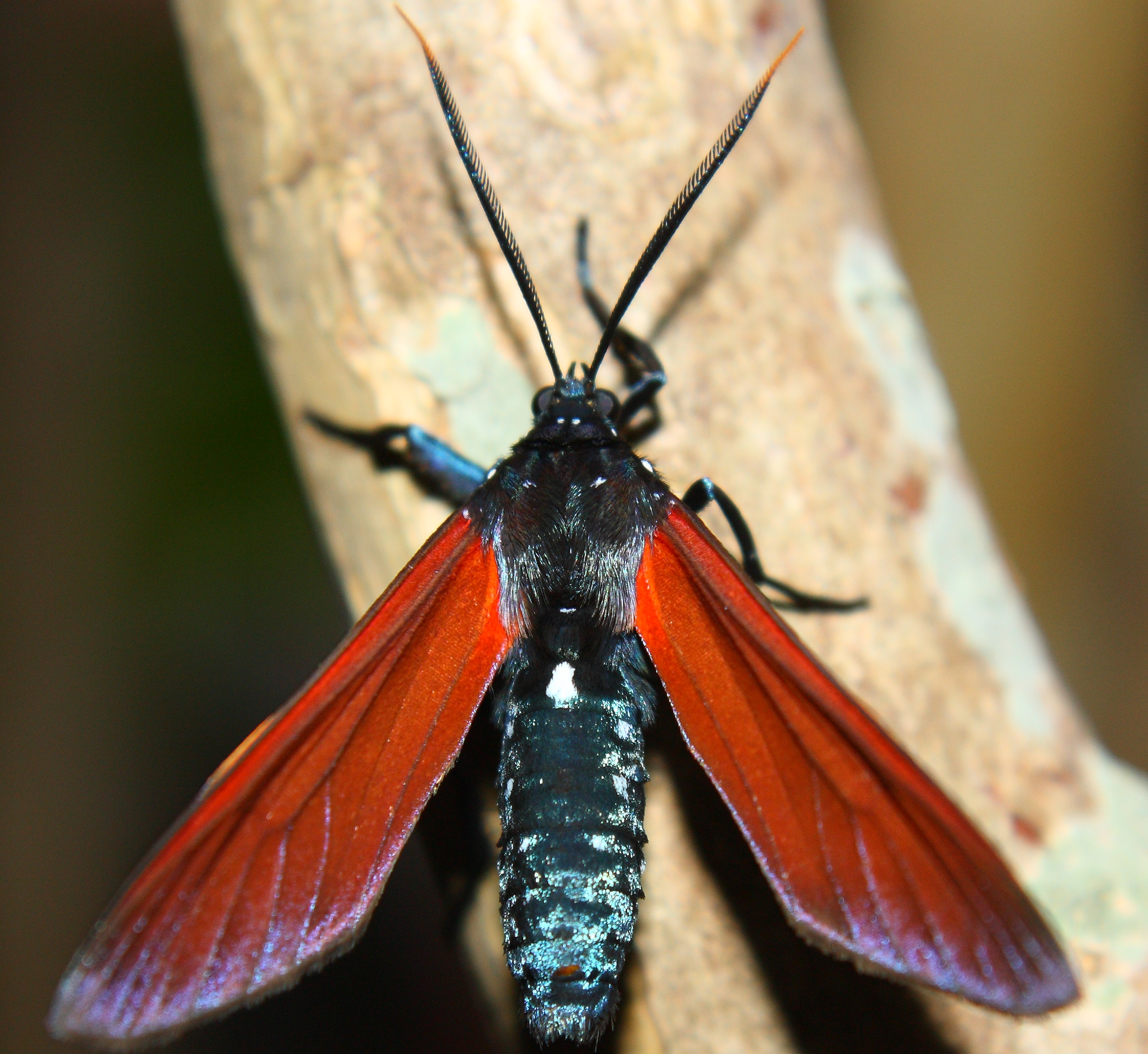
De nachtvlinder Empyreuma affinis imiteert de spinnendoder Pepsis rubra, dit wordt wel mimicry genoemd

Spinnendoders zijn met name lastig te onderscheiden van veel soorten sluipwespen. Zij hebben vaak gekleurde vleugels en worden meestal groter. Spinnendoders hebben nooit een vergrote uitwendige legbuis of ovipositor zoals veel sluipwespen.
Spinnendoders kunnen soms ook verward worden met insecten die tot heel andere ordes behoren. Omdat een spinnendoder een zeer pijnlijke steek heeft wordt de wesp door andere dieren vermeden. Sommige andere insecten zijn in de loop der evolutie op de spinnendoders gaan lijken, zodat vijanden verward raken en de onschuldige insecten voor de zekerheid met rust laten. Deze vorm van uiterlijke aanpassing wordt ook wel mimicry genoemd, en meer specifiek mimicry van Bates.
Voorbeelden van dieren die sterk op een spinnendoder zijn gaan lijken zijn verschillende roofwantsen (Reduviidae), sprinkhanen (Orthoptera), zweefvliegen (Syrphidae) en roofvliegen (Asilidae).
Vaak wordt niet alleen het uiterlijk van de spinnendoder geïmiteerd, maar ook het drukke gedrag. Van een aantal soorten insecten die de wesp imiteren is bekend dat ze actief met de antennes heen en weer zwaaien en dezelfde onrustige bewegingen maken als de 'echte' spinnendoders.

## Levenswijze

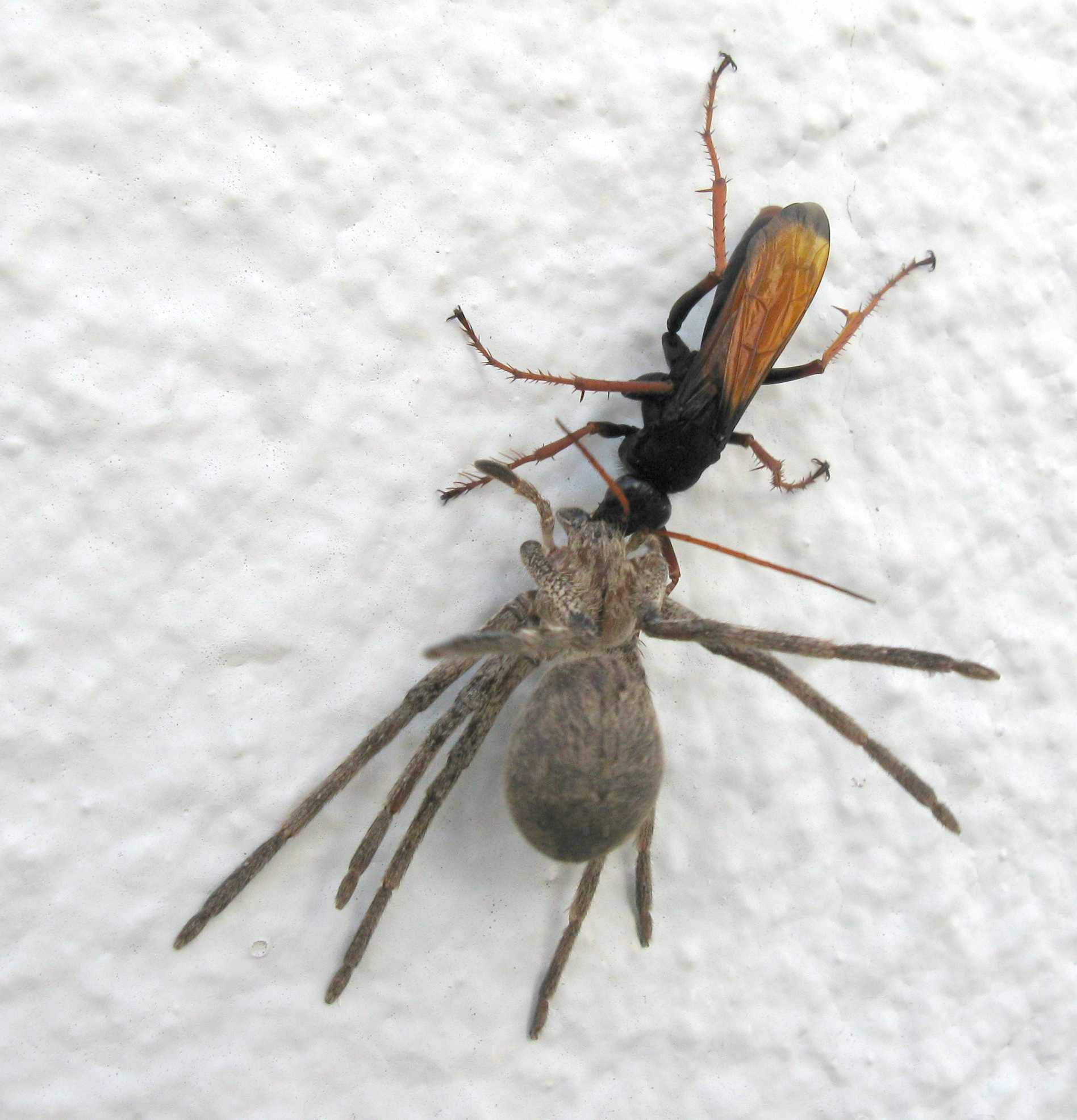
Tachypompilus ignitus met een buitgemaakte spin

Spinnendoders zijn opvallend actieve wespen die druk heen en weer lopen op zoek naar een geurspoor van een spin. Ze zwaaien hierbij voortdurend met de antennes en vliegen regelmatig een stukje. Hierdoor doen ze enigszins denken aan de zandloopkevers (Cicindelinae) die bij het zoeken naar prooien eveneens actief lopen, waarbij ze vaak kleine stukjes vliegen.
De broedzorgcyclus, het proces dat ertoe moet leiden dat een volwassen vrouwtje uiteindelijk een ei achterlaat in een gedode spin, kent een aantal gedragselementen. De belangrijkste daarvan zijn het jagen op de spin, het vervoeren van de spin naar een tijdelijke schuilplaats, het maken van een nest, het vervoeren van de spin naar het nest, het in het nest brengen van de spin, het afzetten van het ei en het afsluiten van het nest. Niet elk gedrag doet zich bij elke soort voor. Zo maken soorten die jagen op spinnen in hun eigen web geen nest. Ook de volgorde van de gedragingen kan van soort tot soort sterk verschillen. Per soort of groep van soorten ligt de volgorde van de verschillende gedragselementen wel steeds vast. Het verloop van de gedragselementen in de cyclus kan in een formule worden samengevat.
De volgorde is bij de soorten die jagen op spinnen in hun eigen web als volgt. Er wordt geen nest gemaakt omdat de spin in het eigen web wordt buitgemaakt. De spin wordt opgespoord en gestoken en vervolgens wordt een ei afgezet. De formule is dan: jagen → steken → ei afzetten.
Soorten die jagen op tunnelbouwende spinnen gebruiken vaak de woontunnel van de spin zodat geen nest hoeft te worden gemaakt. De spin wordt opgespoord, gestoken en vervolgens wordt er een ei op afgezet. Ten slotte wordt het 'nest', feitelijk de schuilplek van de spin, dichtgemaakt. Deze formule is slechts iets complexer; jagen → steken → ei afzetten → nest dichtmaken.
Veel spinnendoders jagen eerst op een spin, waarna deze wordt gestoken. Vervolgens wordt de spin naar een tijdelijke schuilplaats gebracht en wordt het nest gegraven. De spin wordt vanuit de tijdelijke schuilplaats naar het nest gebracht en het vrouwtje zet een eitje af waarna het nest wordt afgesloten. De formule is in dit geval: jagen → steken → transport naar schuilplek → nest graven → transport van schuilplek naar nest → ei afzetten → nest dichtmaken.
Veel andere soorten graven eerst een nest. Vervolgens wordt een spin opgespoord en gestoken. Deze brengen ze dan naar het nest en er wordt een ei afgezet, waarna het nest wordt afgesloten. Deze formule is nest graven → jagen → steken → transport naar nest → ei afzetten → nest dichtmaken. Spinnendoders die aan deze laatste formule voldoen worden gezien als het slimst, omdat ze eerst een nest maken en daarna pas op jacht gaan naar een prooi. Dit betekent dat ze hun nest terug kunnen vinden, wat een bewijs zou zijn voor een hogere ontwikkeling.

### Voedsel

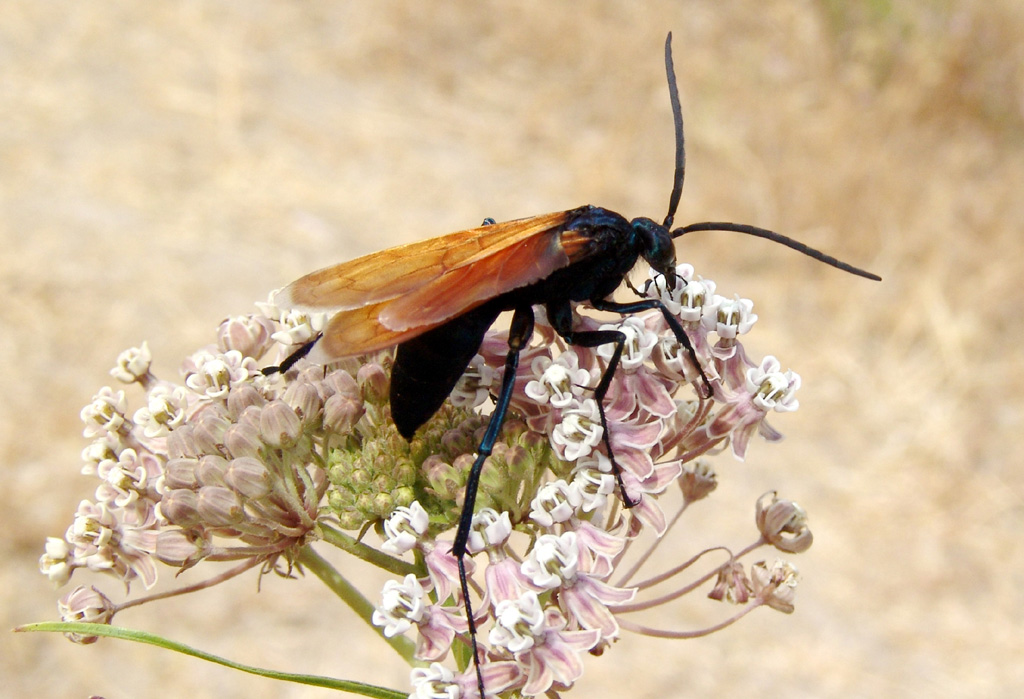
Pepsis formosa op een bloem

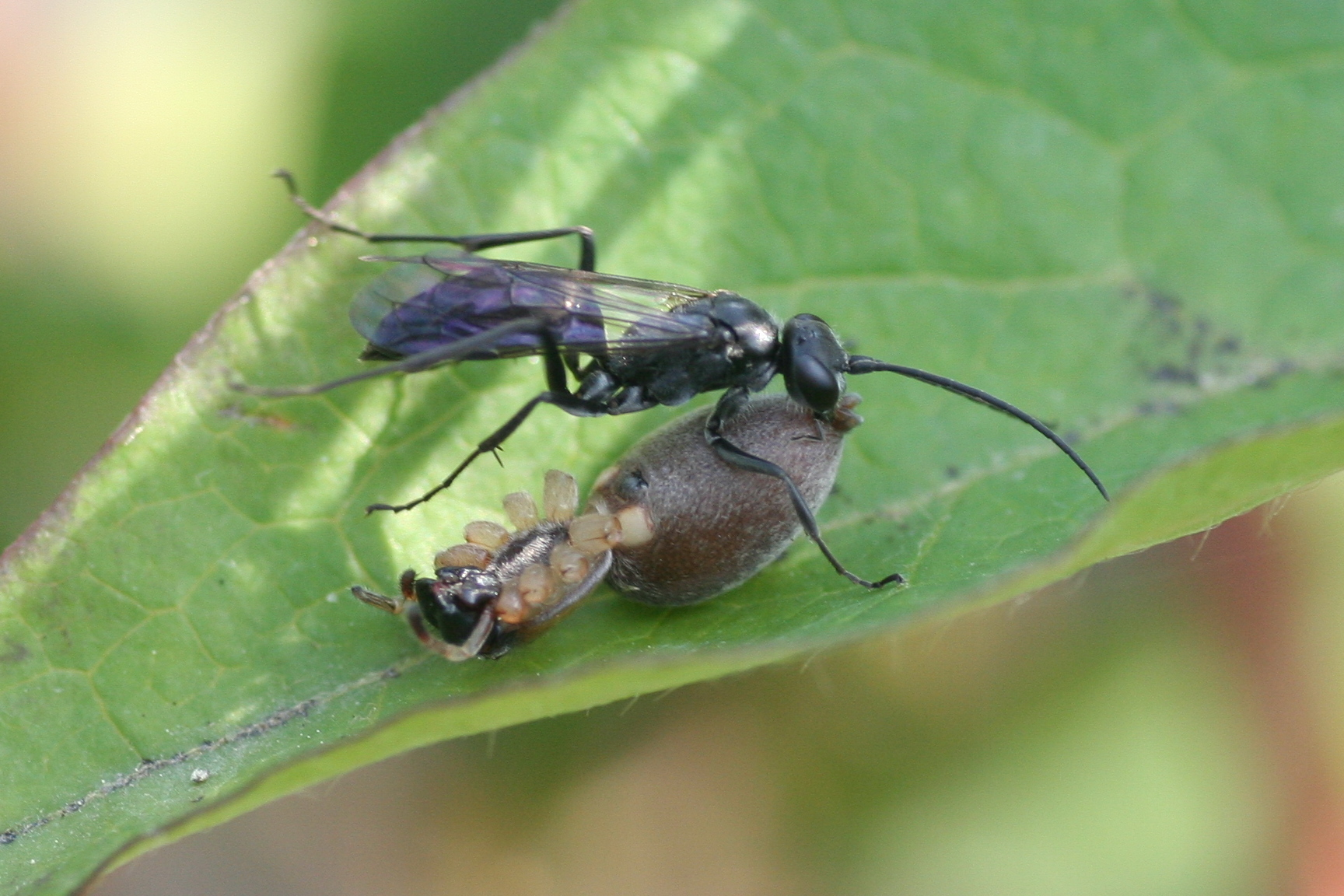
Auplopus carbonarius komt ook voor in België en Nederland. Deze soort bijt eerst de poten van de spin af zodat deze makkelijker is te vervoeren.

Zowel de mannetjes als de vrouwtjes zijn bijzonder actief, de wespen zijn zeer beweeglijk en vliegen veel. Dit kost veel energie en de volwassen insecten nemen voornamelijk suikers tot zich in de vorm van bloemennectar. Behalve nectar wordt ook honingdauw opgelikt, de zoete uitscheiding van bladluizen. Honingdauw is vaak te vinden op bladeren van bomen zoals de eik. De vrouwtjes hebben voor de ontwikkeling voor de eieren proteïnen nodig. Ze zuigen af en toe bloedvloeistof uit een buitgemaakte prooi, maar de spin wordt in de regel verzameld als voedsel voor het nageslacht. Spinnendoders doden de spin meestal niet direct, maar verlammen hun prooi zodat deze blijft leven en in een sluimertoestand geraakt. Zo blijft het lichaamsweefsel van de spin vers.
De gekozen prooien bestaan altijd uit spinnen; de kleinste spinnendoders jagen op kleine spinnetjes en de grotere soorten zoeken naar forsere exemplaren. De allergrootste soorten jagen op vogelspinnen zo groot als een stoeptegel.
De verschillende families van spinnendoders vertonen vaak een duidelijke specialisatie op een bepaalde groep van spinnen of zelfs een bepaalde soort. Veel soorten verzamelen alleen op de bodem levende wolfspinnen (Lycosidae) of juist alleen springspinnen (Salticidae). Iedere groep van spinnen heeft verschillende soorten spinnendoders als belangrijke vijand. De wolfspinnen uit het geslacht Trochosa vallen vaak ten prooi aan de gewone wegwesp (Anoplius viaticus) en wolfspinnen uit het geslacht Arctosa worden buitgemaakt door de grijze spinnendoder (Pompilus cinereus).
De vuurspinspinnendoder (Eoferreola rhombica) is zelfs vernoemd naar zijn prooi; deze soort jaagt alleen op vuurspinnen uit het geslacht Eresus. Andere soorten jagen uitsluitend op wielwebspinnen (Araneidae). Voorbeelden zijn de soorten uit het geslacht roodpootspinnendoders (Episyron). Deze vliegen naar het web van spinnen zoals de kruisspin (Araneus diadematus) en maken vervolgens schokkende bewegingen. De spin verlaat hierop het web en laat zich naar de bodem zakken aan een ankerdraad. Deze draad is niet kleverig en de spinnendoder volgt deze draad om de spin vervolgens te verlammen met een steek.
Spinnendoders uit het geslacht Aporus jagen op valdeurspinnen uit het geslacht Aptostichus. Deze spinnen leven in een ondergrondse tunnel die wordt afgesloten met een klepje. Zodra een mogelijke prooi in de buurt van het klepje komt, schiet de spin razendsnel naar buiten. De spinnendoder is desondanks sneller en weet de spin in de regel buit te maken.
De soorten uit het geslacht Pepsis worden groot en pakken zelfs vogelspinnen die vele malen groter zijn dan zijzelf. Ze deinzen er niet voor terug om een vogelspin in zijn eigen hol te achtervolgen om deze te verlammen. Dergelijke soorten komen vooral voor in Noord-Amerika.
Er zijn uitzonderingen die kunnen leven van een breed scala aan spinnen. De soorten uit het geslacht Agenioideus bijvoorbeeld leven van spinnen uit maar liefst tien verschillende families; bodemjachtspinnen, hangmat- en dwergspinnen, kraamwebspinnen, krabspinnen, nachtkaardespinnen, springspinnen, trechterspinnen, vioolspinnen, wielwebspinnen en zesoogspinnen.
De spinnendoders zijn niet de enige vliegende insecten die op spinnen jagen. Verschillende graafwespen hebben eenzelfde gewoonte en een vergelijkbaar doel; de larven leven van de spin. Ook van een aantal tweevleugeligen is bekend dat ze een dergelijke specialisatie hebben. Een voorbeeld zijn de roofvliegen uit het geslacht Leptogaster.

### Jacht

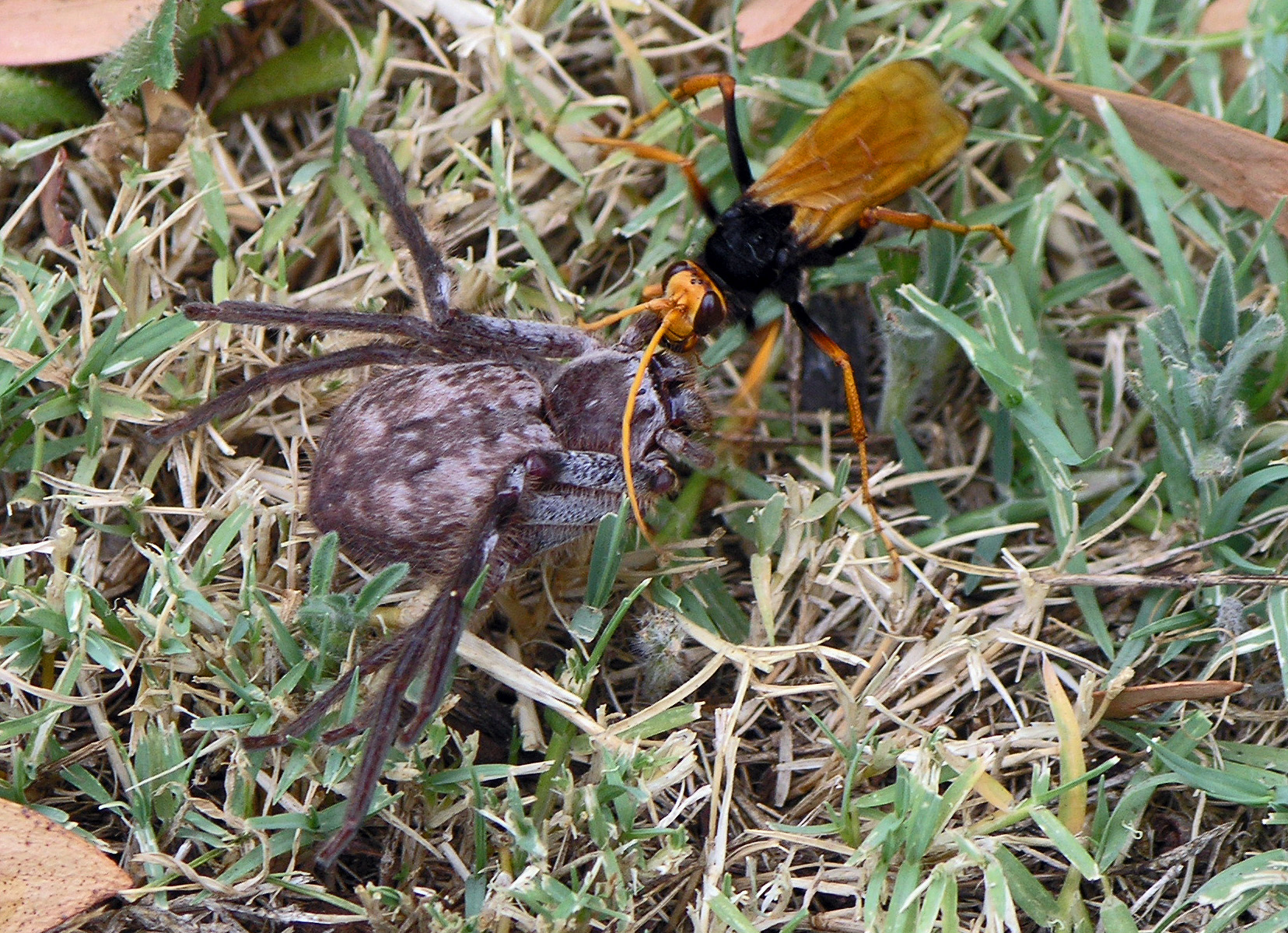
Een spinnendoder sleept een buitgemaakte en verlamde spin weg

Spinnendoders sporen een spin op door de geursporen te volgen. Vervolgens wordt de spin door een snelle beweging van de achterlijfspunt geïnjecteerd met een verlammend gif. Het gif wordt meestal in de zachte overgang tussen het achterlijf en het kopborststuk van de spin ingebracht of in de scharnierpunten van de poten. Een aantal soorten spinnendoders keert de spin om en steekt de spin vervolgens in de onderzijde van het achterlijf.
Het gif is zeer sterk en de spin geraakt onmiddellijk in een soort stuiptrekking waarbij de poten voorwaarts worden gestrekt. De spin is niet meer in staat de relatief grote en krachtige kaken te bewegen en de wesp kan de spin bij de kop pakken zonder te hoeven vrezen voor een spinnenbeet. Ondanks de sterke specialisatie komt het af en toe voor dat de wesp het verliest en door de spin wordt gedood. Spinnendoders zijn niet immuun voor het gif van spinnen en als de spin een spinnendoder weet te bijten met de gifkaken overleeft de wesp dit niet.
Vrijwel alle bekende spinnendoders zijn goede vliegers die hun prooi echter niet vliegend naar het nest brengen, maar deze naar het hol slepen. Slechts van enkele soorten is bekend dat ze hun prooi vliegend vervoeren, zoals Episyron quinquenotatus. Dit in tegenstelling tot bijvoorbeeld de graafwespen en plooivleugelwespen die ook prooien verzamelen voor het nageslacht. Deze soorten vervoeren hun prooi meestal vliegend naar het nest.
De meeste spinnendoders pakken de spin bij de poten of de spintepels aan het achterlijf en slepen de spin achterwaarts lopend naar het nest. Spinnendoders die de spin al voorwaarts bewegend naar het nest brengen zijn er ook, zoals de in Nederland voorkomende grijze spinnendoder (Pompilus cinereus). Bij dergelijke soorten ziet het vervoeren van de prooi er opmerkelijk uit: alsof ze de spin als een trofee voor zich uit dragen.
De meeste spinnendoders vangen eerst een spin en maken daarna een nest. Een voorbeeld hiervan is de bovengenoemde grijze spinnendoder. Dergelijke soorten verstoppen hun buitgemaakte prooi in de omgeving tot het nest gegraven is. Het graven wordt regelmatig gestaakt waarbij de wesp haar prooi inspecteert. De koekoeksspinnendoders maken gebruik van deze onachtzaamheid door snel een ei af te zetten in de spin, zie ook onder broedparasitisme. Andere soorten maken eerst een nestruimte, om vervolgens op jacht te gaan naar een spin om deze te vullen.
Sommige spinnendoders amputeren eerst de poten van de spin zodat deze eenvoudiger is te vervoeren en in het hol te brengen. De poten worden hiertoe met behulp van de krachtige kaken een voor een van de spin afgetrokken.
Ondanks het feit dat spinnendoders hun larven altijd voeden met spinnen, is uit laboratoriumproeven gebleken dat de larven zelf niet kieskeurig zijn. Ze kunnen zich ook ontwikkelen tot wesp als ze op een andere prooi dan een spin worden gezet.

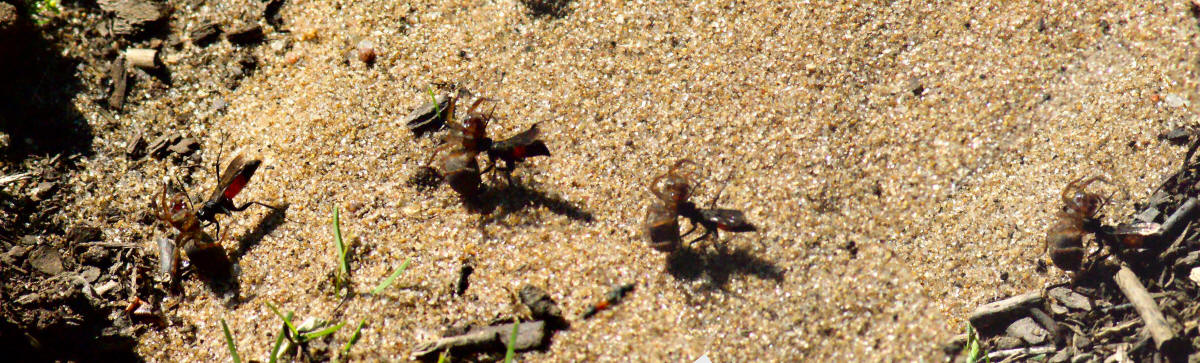
Een samengestelde afbeelding van een spinnendoder die een buitgemaakte spin naar het nest sleept. De spinnendoder verplaatst zich achterwaarts en beweegt zich in de afbeelding van links naar rechts.

## Voortplanting en ontwikkeling
Spinnendoders - althans de vrouwtjes - maken vaak vele spinnen buit om het nageslacht van voldoende voedsel te voorzien. In de regel is voor ieder ei dat wordt afgezet een aparte spin benodigd om de larve te voeden.
Spinnendoders doden de spin niet direct, maar verlammen deze zodat de prooi nog enige tijd blijft leven. Dit dient om de larven te voorzien van vers voedsel; ze kunnen niet leven van dood (rottend) weefsel. De spin kan weken goed blijven en onder laboratoriumcondities -waarbij de larve van de wesp werd verwijderd- kon een spin vier maanden in leven blijven.

### Nest
Een buitgemaakte spin wordt verstopt om te voorkomen dat de prooi door andere dieren wordt gegeten of geparasiteerd. Spinnendoders hebben hier uiteenlopende manieren voor. Meestal wordt er een nest gemaakt bestaande uit een ondergrondse tunnel; soms wordt het web van de spin zelf als nestkamer gebruikt. Er zijn ook soorten die een speciale ruimte om de spin heen metselen door zandkorrels aan elkaar te metselen. Dergelijke nesten lijken op die van graafwespen en metselbijen. Een voorbeeld van een soort die dat doet is de metselspinnendoder (Auplopus carbonarius). Een aantal spinnendoders maakt geen echt nest maar stopt de spin simpelweg in een spleet die groot genoeg is.

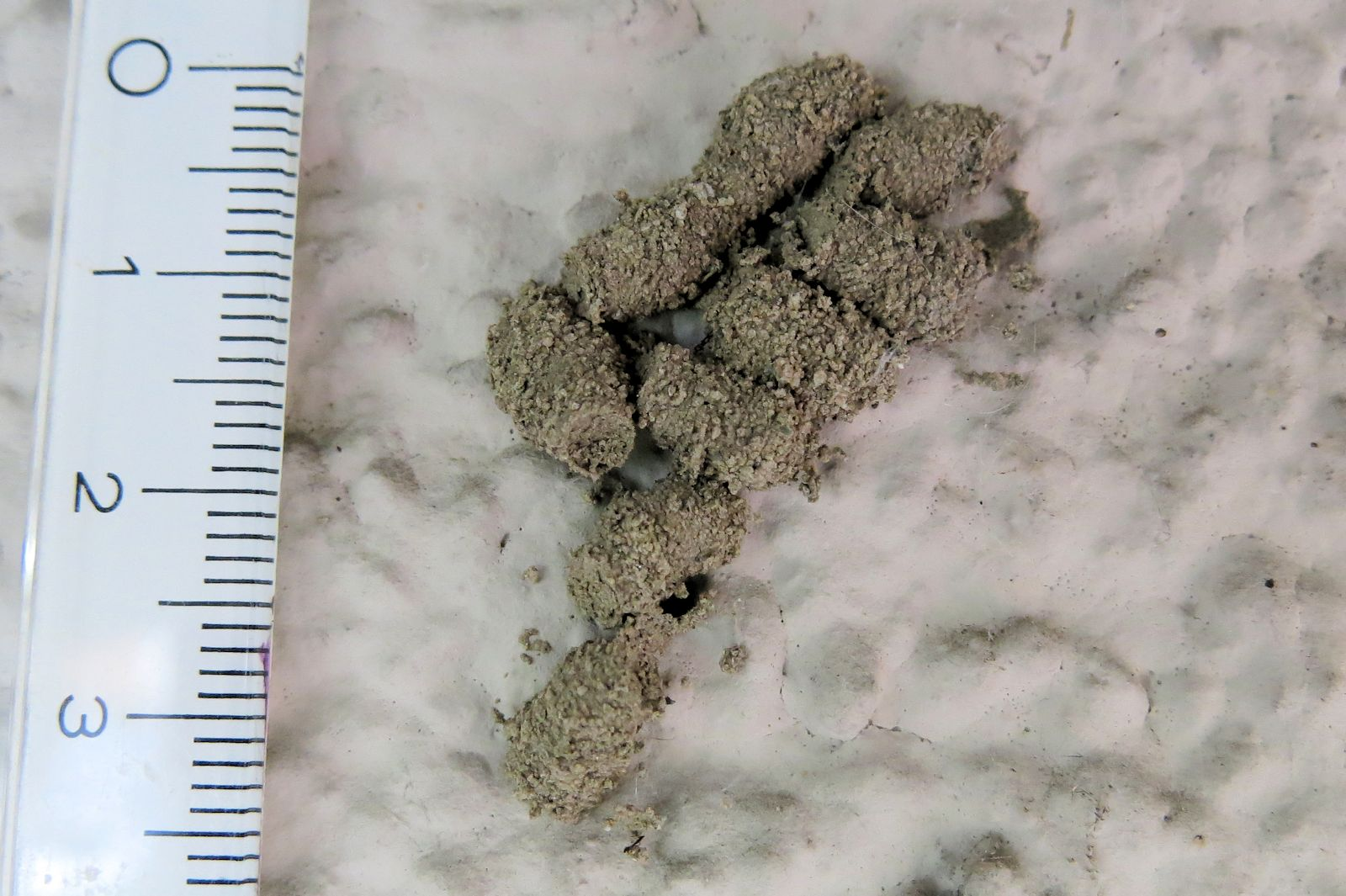
Sommige soorten maken een nestcel van samengekitte aarde

In het nest wordt vaak een enkele spin geplaatst en voorzien van een eitje. Sommige soorten maken per nest meerdere van zulke cellen, waarbij iedere cel wordt afgeschermd door een zelfgemaakt schotje van samengekitte aarde. Dit nest bestaat in de regel uit een gegraven ruimte, variërend van een ondiepe kuil tot een ondergrondse gang, maar ook andere nestplaatsen worden wel gebruikt. Soms wordt eerst het nest gegraven en wordt vervolgens een spin opgezocht.
Bij het begraven van de spin gebruikt de wesp de in ringen geplaatste haartjes aan de poten. De voorpoten van spinnendoders zijn een van de redenen dat de groep zo succesvol is: door de gespecialiseerde voorpoten kan de wesp razendsnel een hol uitgraven. Hierbij worden de linker- en de rechterpoot afwisselend met een enorme snelheid gebruikt, wat een duidelijke specialisatie is. De bewegingen van de poten van een spinnendoder die een hol graaft kunnen alleen goed worden bekeken door camera's te gebruiken met een hoge beeldverversing.
De soorten uit het geslacht Homonotus maken hun nest onder de bladeren van grassen. De boorspinnendoder (Homonotus sanguinolentus) maakt zelf geen nest, maar valt vrouwtjes van de heidezakspin (Cheiracanthium erraticum) aan in haar eigen, envelopachtige web. De spinnendoder is in staat door het web heen te dringen, en nadat de spin verlamd is wordt een ei afgezet. De spin komt vaak weer bij en is ook in staat om zich weer te bewegen, maar zal het nest niet meer verlaten en zal geen eieren meer afzetten.
Ook de vuurspinnendoder (Eoferreola rhombica) maakt zelf geen nest. Deze soort jaagt op vuurspinnen die in een zelfgemaakte woonbuis leven. De spin wordt verlamd en vervolgens wordt er een ei op de spin afgezet. De larve ontwikkelt zich in de woonbuis op de spin.

### Ei
De eieren zijn vaak klein en langwerpig van vorm. Zij worden meestal niet in een prooi afgezet, zoals bij veel sluipwespen het geval is, maar op het lichaam van de spin. Het ei wordt hierbij met een lijmachtige substantie aan de spin gekit. Een uitzondering vormen enkele parasitaire soorten, die hun ei in de buitgemaakte spin van een andere soort afzetten. Het ei wordt in een van de ademopeningen van de spin gedeponeerd en is daarmee zo goed verstopt dat de spinnendoder die de spin gevangen heeft het niet doorheeft. Zelfs biologen hebben zich afgevraagd waarom ondanks de moeite van de parasitaire spinnendoder er geen ei was te vinden op het lichaam van de spin.

### Larve
Nadat de larve uit het ei is gekropen, voedt deze zich met de door het moederdier gevangen en verlamde spin. De verlamde spin kan zich niet meer bewegen en kan zich dus niet ontdoen van de larve van de wesp. Uiteindelijk richt de larve de spin te gronde en spint een cocon.
Sommige spinnendoders ontwikkelen een enkele generatie per jaar. Bij dergelijke soorten overwintert vaak de pop. Deze komt dan in het voorjaar uit, waarna zich een nieuwe generatie ontwikkelt. Er zijn ook soorten die zich in het eerste jaar ontwikkelen tot imago, maar zich nog niet voortplanten. Een voorbeeld is de in Nederland algemene gewone wegwesp (Anoplius viaticus). Deze wesp komt in de herfst uit de pop en graaft zich in om te overwinteren om zich pas het volgende jaar voort te planten.

### Imago
De volwassen spinnendoder leeft maar kort. De volwassen mannetjes hoeven zich slechts in leven te houden tot ze een vrouwtje ontmoeten en sterven korte tijd na de paring. De vrouwtjes hebben de taak om voor het nageslacht te zorgen en dus spinnen te vangen en te begraven. Ze leven meestal aanzienlijk langer, maar worden niet veel ouder dan twee tot drie weken.

### Broedparasitisme
Een aantal spinnendoders leeft als broedparasiet op andere soorten. Deze worden wel de sluipspinnendoders genoemd. Een voorbeeld zijn de soorten uit het geslacht Ceropales. De vrouwtjes jagen zelf niet op spinnen, maar zoeken naar een vrouwtje van een andere soort die een spin reeds heeft verlamd. De broedparasiet leidt haar vervolgens af of wacht op een moment van onachtzaamheid en legt snel een eitje in de zogenaamde boeklongen van de spin. Dit zijn de ademhalingsorganen van de spin, en ze bestaan uit een aantal dunne plaatjes waartussen de gasuitwisseling plaatsvindt. Vervolgens vliegt de broedparasiet weg, het spinnendodervrouwtje merkt het ei van haar concurrent niet op en begraaft de spin.
Het ei van de broedparasiet komt altijd als eerste uit en eet in een aantal gevallen eerst het ei van de concurrent op. Bij andere soorten begint de parasietenlarve eerst met eten en zodra deze bemerkt dat de larve van de oorspronkelijke spinnendoder uitkomt, wordt deze alsnog opgegeten.
Een andere vorm van broedparasitisme vinden we bij de koekoeksspinnendoders uit het geslacht Evagetes. Deze graven het nest op van een andere spinnendoder en leggen vervolgens een ei op de spin. Een dergelijke vorm van broedparasitisme komt veel voor bij de vliesvleugeligen, zoals bij de koekoekshommels en de gewone koekoekswesp.
Ten slotte komt kleptoparasitisme voor. Hierbij wordt een reeds buitgemaakte, verlamde en begraven spin weer opgegraven door de broedparasiet. Deze neemt de spin vervolgens mee naar haar eigen hol en hier wordt de spin opnieuw begraven en vervolgens wordt er een ei op afgezet.

## Interactie met de mens

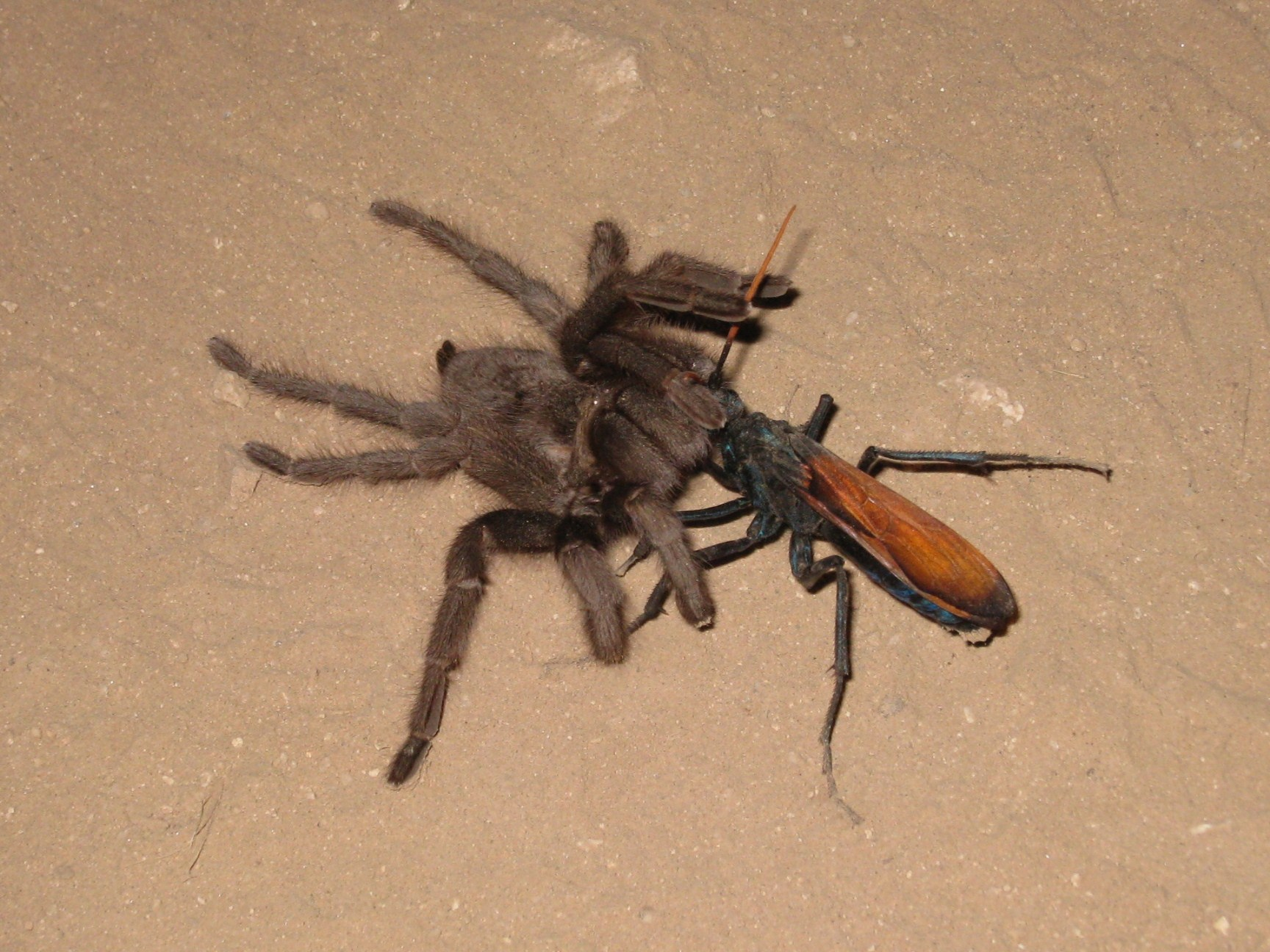
Soorten uit het geslacht Pepsis kunnen zelfs vogelspinnen aan

Spinnendoders ruimen grote hoeveelheden spinnen op, maar omdat spinnen op hun beurt weer grote hoeveelheden voornamelijk vliegende insecten vangen is het maar de vraag of spinnendoders wel zo nuttig zijn voor de mens. Insecten richten vaak grote schade aan op planten en in houtwerk, terwijl spinnen meestal hooguit ontsierend zijn door hun webben.
In sommige streken komen spinnen voor die zeer giftig zijn voor de mens, en de spinnendoders die op dergelijke soorten jagen worden daarom als heel nuttig gezien. Een voorbeeld is de spinnendoder Agenioideus nigricornis, die beschouwd wordt als een belangrijke vijand van de roodrugspin (Latrodectus hasselti). De roodrugspin behoort tot de giftigste spinnen van Australië.

### Steek
Spinnendoders behoren tot dezelfde groep van insecten als de plooivleugelwespen (of 'limonade'wespen) en de bijen. Deze twee groepen kennen vertegenwoordigers die sociale kolonies vormen, zoals de honingbij en de Duitse wesp. Dergelijke soorten zijn in het bezit van een legbuis die is omgebouwd tot een angel. Bij veel andere wespachtigen zoals de sluipwespen is de legbuis alleen geschikt om eieren mee af te zetten en niet om te steken. Veel spinnendoders kunnen echter zowel eieren afzetten als een steek toebrengen met de legbuis. De steek van een spinnendoder is voor de mens bijzonder pijnlijk en resulteert in een hevig brandende pijn.
Vooral de grote Noord-Amerikaanse soorten uit het geslacht Pepsis zijn berucht. De bioloog Justin Schmidt die de Schmidt Sting Pain Index ontwierp heeft de steek van de spinnendoders uit het geslacht Pepsis tot een van de pijnlijkste steken verklaard. Het resultaat van de steek van dergelijke soorten wordt wel omschreven als een ondraaglijke pijn alsof men gedurende lange tijd geëlektrocuteerd wordt.
In België en Nederland komen aanmerkelijk kleinere soorten voor, maar ook deze zijn in staat om een zeer pijnlijke steek toe te brengen. De steek van een spinnendoder veroorzaakt meestal geen zwellingen zoals bij de bekendere plooivleugelwespen voorkomen.

## Taxonomie en indeling

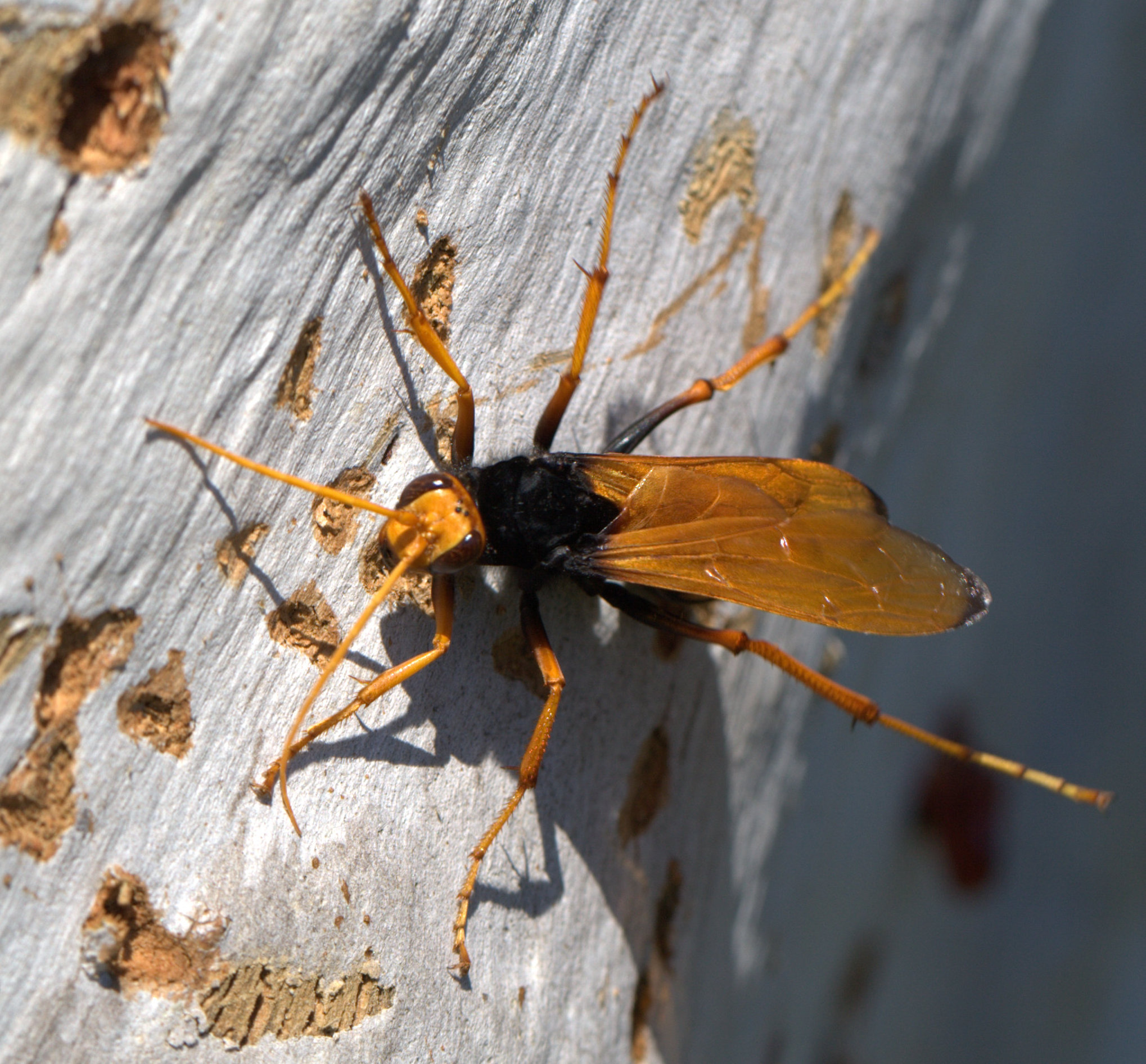
Cryptocheilus bicolor

De spinnendoders zijn een familie van insecten die valt onder de orde vliesvleugeligen (Hymenoptera). Ze behoren verder tot de onderorde Apocrita, de vliesvleugeligen met een 'valse' scheiding tussen het borststuk en het achterlijf. Deze groep is weer verdeeld in verscheidene superfamilies. De spinnendoders vallen onder de superfamilie Pompiloidea. Ook alle sluipwespen en plooivleugelwespen behoren tot deze groep.
De groep van spinnendoders telt ongeveer 4850 soorten wereldwijd, verdeeld in vier onderfamilies en 125 geslachten. In Centraal-Europa komen ongeveer 100 soorten voor. In Groot-Brittannië zijn iets meer dan 40 soorten beschreven. In Nederland komen ongeveer 65 soorten spinnendoders voor. In Nederland en België komen totaal zo'n 75 soorten voor.
Zie ook de Lijst van spinnendoders in Nederland.

### Onderfamilies
Spinnendoders worden verdeeld in vier verschillende onderfamilies:
- Onderfamilie Sluipspinnendoders (Ceropalinae)
- Onderfamilie Ctenocerinae
- Onderfamilie Groefspinnendoders (Pepsinae)
- Onderfamilie Echte spinnendoders (Pompilinae)

De vertegenwoordigers van de verschillende onderfamilies kunnen vaak gemakkelijk uit elkaar gehouden worden met een simpele determinatiesleutel. Het onderscheiden van de verschillende geslachten is vaak lastiger. Sommige geslachten tellen slechts een enkele soort, maar andere kennen een grote variatie aan verscheidene soorten. Bij dergelijke soorten is de naam alleen te achterhalen door een ervaren specialist het dier te laten prepareren en onderzoeken.

### Geslachten
(Indicatie van aantallen soorten per geslacht tussen haakjes)
- Agenioideus  (21)
- Amblyellus  (1)
- Anoplius  (10)
- Anospilus  (11)
- Aporinellus  (2)
- Aporus  (5)
- Arachnospila  (35)
- Arachnotheutes  (3)
- Auplopus  (4)
- Batozonellus  (1)
- Caliadurgus  (1)
- Ceropales  (8)
- Cryptocheilus  (24)
- Ctenagenia  (1)
- Cyphononyx  (1)
- Dicyrtomellus  (4)
- Dipogon  (7)
- Entomobora  (7)
- Eoferreola  (4)
- Episyron  (9)
- Evagetes  (23)
- Ferreola  (5)
- Gonaporus  (1)
- Hemipepsis  (2)
- Homonotus  (1)
- Macromeris  (1)
- Micraporus  (1)
- Microphadnus  (2)
- Nanoclavelia  (1)
- Paracyphononyx  (1)
- Pareiocurgus  (1)
- Pedinpompilus  (2)
- Pepsis  (1)
- Poecilagenia  (2)
- Pompilus Fabricius, 1798 (1)
- Priocnemis  (47)
- Pseudopompilus  (1)
- Schistonyx  (3)
- Tachyagetes  (24)
- Telostegus  (3)
- Xenaporus  (4)

## Evolutie
Over de ontwikkeling van de spinnendoders uit de wespen is nog weinig bekend. De groep van de wespachtigen is bekend vanaf het vroege Krijt. De eerste wespachtigen grepen prooidieren die toentertijd beschikbaar waren, zoals andere insecten en spinnen. Spinnendoders hebben zich opgesplitst in verschillende groepen gedurende het vroege Krijt, ongeveer 135 miljoen jaar geleden.
In deze tijd ontwikkelden zich ook veel van de huidige groepen van andere insecten. Veel sluipwespen specialiseerden zich vervolgens op deze nieuw beschikbare prooien. De spinnendoders echter bleven op spinnen jagen. Veel sluipwespen die niet tot de spinnendoders behoren maar wel op spinnen zijn blijven jagen, hebben zich veel sterker gespecialiseerd in het vangen van spinnen. Sluipwespen graven vaak eerst een nest en vangen daarna de prooi om de larve te voeden. Dit wordt gezien als een hogere vorm van ontwikkeling omdat de wesp het nest moet zien terug te vinden. Bij de spinnendoders is dit bij slechts een deel van de soorten het geval. Ook stoppen sluipwespen vaak meerdere spinnen in het nest, wat betekent dat ze het nest meer dan eens moeten terugvinden. Dit komt bij de spinnendoders in het geheel niet voor.
De oudst bekende vertegenwoordiger van de spinnendoders is de soort Bryopompilus interfector. Een vrouwelijk exemplaar werd aangetroffen in een gefossiliseerd stuk amber. De leeftijd van dit exemplaar wordt geschat op ongeveer 100 miljoen jaar.

## In Nederland waargenomen soorten
- Genus: Agenioideus
  - Agenioideus apicalis - (Grote muurspinnendoder)
  - Agenioideus cinctellus - (Bonte muurspinnendoder)
  - Agenioideus sericeus - (Kleine muurspinnendoder)
  - Agenioideus usurarius - (Rode muurspinnendoder)
- Genus: Anoplius
  - Anoplius aeruginosus
  - Anoplius alpinobalticus - (Noordse borstelspinnendoder)
  - Anoplius caviventris - (Riet-borstelspinnendoder)
  - Anoplius concinnus - (Oever-borstelspinnendoder)
  - Anoplius infuscatus - (Gewone borstelspinnendoder)
  - Anoplius nigerrimus - (Zwarte borstelspinnendoder)
  - Anoplius viaticus - (Roodzwarte borstelspinnendoder)
- Genus: Aporinellus
  - Aporinellus sexmaculatus - (Duinspinnendoder)
- Genus: Aporus
  - Aporus unicolor - (Roodzwarte schildkopspinnendoder)
- Genus: Arachnospila
  - Arachnospila abnormis - (Glanzende zandspinnendoder)
  - Arachnospila alvarabnormis - (Amerikaanse zandspinnendoder)
  - Arachnospila anceps - (Gewone zandspinnendoder)
  - Arachnospila ausa
  - Arachnospila consobrina - (Kust-zandspinnendoder)
  - Arachnospila fumipennis - (Drietand-zandspinnendoder)
  - Arachnospila fuscomarginata - (Behaarde zandspinnendoder)
  - Arachnospila hedickei - (Gekorfde zandspinnendoder)
  - Arachnospila minutula - (Tweetand-spinnendoder)
  - Arachnospila rufa - (Viertand-zandspinnendoder)
  - Arachnospila silvana - (Bos-zandspinnendoder)
  - Arachnospila spissa - (Eentand-zandspinnendoder)
  - Arachnospila trivialis - (Zilveren zandspinnendoder)
  - Arachnospila virgilabnormis - (Lefeber’s zandspinnendoder)
  - Arachnospila wesmaeli - (Wesmael's zandspinnendoder)
  - Arachnospila westerlundi - (Westerlund’s zandspinnendoder)
- Genus: Auplopus
  - Auplopus carbonarius - (Koolzwarte Metselspinnendoder)
- Genus: Caliadurgus
  - Caliadurgus fasciatellus - (Tuinspinnendoder)
- Genus: Ceropales
  - Ceropales maculata - (Gele sluipspinnendoder)
  - Ceropales variegata - (Rode sluipspinnendoder)
- Genus: Cryptocheilus
  - Cryptocheilus fabricii - (Bonte rouwrandspinnendoder)
  - Cryptocheilus notatus - (Gewone rouwrandspinnendoder)
- Genus: Dipogon
  - Dipogon bifasciatus - (Kale baardspinnendoder)
  - Dipogon subintermedius - (Gewone baardspinnendoder)
  - Dipogon variegatus - (Zuidelijke baardspinnendoder)
- Genus: Eoferreola
  - Eoferreola rhombica - (Vuurspinspinnendoder)
- Genus: Episyron
  - Episyron albonotatum - (Witte roodpootspinnendoder)
  - Episyron rufipes - (Gewone roodpootspinnendoder)
- Genus: Evagetes
  - Evagetes crassicornis - (Gewone koekoekspinnendoder)
  - Evagetes dubius - (Tweecellige koekoekspinnendoder)
  - Evagetes gibbulus - (Drietand-koekoekspinnendoder)
  - Evagetes littoralis - (Duin-koekoekspinnendoder)
  - Evagetes pectinipes - (Kam-koekoekspinnendoder)
  - Evagetes proximus - (Viertand-koekoekspinnendoder)
  - Evagetes sahlbergi - (Noordse koekoekspinnendoder)
  - Evagetes siculus - (Behaarde koekoekspinnendoder)
- Genus: Homonotus
  - Homonotus sanguinolentus - (Rode boorspinnendoder)
- Genus: Pompilus
  - Pompilus cinereus - (Grijze spinnendoder)
- Genus: Priocnemis
  - Priocnemis agilis - (Rode zaagpootspinnendoder)
  - Priocnemis confusor - (Slanke zaagpootspinnendoder)
  - Priocnemis cordivalvata - (Gladde zaagpootspinnendoder)
  - Priocnemis coriacea - (Ruwe zaagpootspinnendoder)
  - Priocnemis enslini - (Enslin’s zaagpootspinnendoder)
  - Priocnemis exaltata - (Boom-zaagspinnendoder)
  - Priocnemis fennica - (Noordse zaagpootspinnendoder)
  - Priocnemis hyalinata - (Getande zaagpootspinnendoder)
  - Priocnemis minuta - (Kleine zaagpootspinnendoder)
  - Priocnemis parvula - (Heide-zaagpootspinnendoder)
  - Priocnemis perturbator - (Grote zaagpootspinnendoder)
  - Priocnemis propinqua - (Vleugelvlek-zaagpootspinnendoder)
  - Priocnemis pusilla - (Zwartkraag-zaagpootspinnendoder)
  - Priocnemis schioedtei - (Roodkraag-zaagpootspinnendoder)
  - Priocnemis susterai - (Sustera's zaagpootspinnendoder)
  - Priocnemis vulgaris - (Doornloze zaagpootspinnendoder)

## Media
Op Wikimedia Commons zijn verschillende video's te zien van spinnendoders, die onderstaand zijn weergegeven. Klik op een afbeelding voor een vergroting.